# 大塚伸治
大塚 伸治（おおつか しんじ、1955年6月28日 - ）は日本のアニメーター。兵庫県出身。

## 来歴
トミプロに3年在籍したのちフリーとなる。その後、あんなぷる、マッドハウスを経て再びフリーとなりスタジオジブリ作品を中心に活躍。
『もののけ姫』の試写後、宮崎駿は大塚の原画の部分だけ安心して見られたと言い、「彼は突然開花した。求道者みたいなもの。」と評した。

## 代表作

### テレビアニメ
- 氷河戦士ガイスラッガー（1977年、動画）
- おれは鉄兵（1977年-1978年、動画）
- 一球さん（1978年、動画）
- こぐまのミーシャ（1979年-1980年、動画・原画）
- ドラえもん（1979年-2005年、原画）
- あしたの勇者たち（1979年、動画）
- 鉄腕アトム（新）（1980年-1981年、原画）
- あしたのジョー2（1980年-1981年、原画）
- がんばれ元気（1980年-1981年、原画）
- フウムーン（1980年、原画）
- うる星やつら（1981年-1986年、原画）
- スペースコブラ（1982年-1983年、作画監督）
- キャッツ・アイ（1983年-1984年、原画）
- まんが日本昔ばなし（1986年、演出・作画）
- めぞん一刻（1986年-1988年、原画）
- 陽あたり良好!（1987年-1988年、原画）
- 雲のように風のように（1990年、原画）
- メダロット（1999年-2001年、原画）
- ワイルドアームズ トワイライトヴェノム（1999年-2000年、原画）
- 葬送のフリーレン（2023年-2024年、原画）

### OVA
- 天使のたまご（1985年、原画）
- スペースファンタジア2001夜物語（1987年、原画）
- 迷宮物件FILE538（1987年、原画）
- デビルマン 誕生編（1987年、作画監督・原画）
- エースをねらえ! ファイナルステージ（1989年、原画）
- スライム冒険記～海だ、イエー～（1999年、原画）
- フリクリ（2000年-2001年、原画・ED原画）

### 劇場アニメ
- 龍の子太郎（1979年、動画）
- ドラえもん のび太の恐竜（1980年、動画）
- SPACE ADVENTURE コブラ（1982年、作画監督）
- ゴルゴ13（1983年、原画）
- SF新世紀レンズマン（1984年、原画
- カムイの剣（1985年、原画）
- ボビーに首ったけ（1985年、原画）
- 迷宮物語 走る男（1986年、原画）
- 天空の城ラピュタ（1986年、原画）
- 王立宇宙軍 オネアミスの翼（1987年、原画）
- となりのトトロ（1988年、原画）
- AKIRA（1988年、原画）
- 魔女の宅急便（1989年、作画監督・原画）
- おもひでぽろぽろ（1991年、原画）
- 紅の豚（1992年、原画）
- 平成狸合戦ぽんぽこ（1994年、イメージビルディング・キャラクターデザイン・作画監督）
- 耳をすませば（1995年、原画）
- On Your Mark（1995年、原画）
- もののけ姫（1997年、原画）
- ホーホケキョ となりの山田くん（1999年、原画）
- アキハバラ電脳組 2011年の夏休み（1999年、原画）
- 人狼 JIN-ROH（2000年、原画）
- BLOOD THE LAST VAMPIRE（2000年、原画）
- 猫の恩返し（2002年、原画）
- 千年女優（2002年、原画）
- 東京ゴッドファーザーズ（2003年、原画）
- ハウルの動く城（2004年、原画）
- ポータブル空港（2004年、原画）
- ゲド戦記（2006年、原画）
- 崖の上のポニョ（2008年、原画）
- 借りぐらしのアリエッティ（2010年、原画）
- コクリコ坂から（2011年、原画）
- 風立ちぬ（2013年、原画）
- かぐや姫の物語（2013年、作画）
- 思い出のマーニー（2014年、原画）
- バケモノの子（2015年、原画）
- メアリと魔女の花（2017年、原画）
- 若おかみは小学生!（2018年、原画）

### 短編
- 水グモもんもん（2006年、原画）

### ゲーム
- BLOOD THE LAST VAMPIRE 上巻（2000年、原画）
- 二ノ国 漆黒の魔導士（2010年、原画）